# Nowe (Stadt)
Nowe ['nɔvɛ] (deutsch Neuenburg i. Westpr., 1942–1945 Neuenburg (Weichsel)) ist eine Stadt im Powiat Świecki der polnischen Woiwodschaft Kujawien-Pommern. Sie ist Sitz der gleichnamigen Stadt-und-Land-Gemeinde mit etwas mehr als 10.500 Einwohnern.

## Geographische Lage
Die Stadt liegt im Kulmerland im ehemaligen Westpreußen auf einer Höhe von 65 m über dem Meeresspiegel, etwa 75 Kilometer nordöstlich von Bydgoszcz (Bromberg) und 80 Kilometer südlich von Danzig, in erhöhter Lage an der Mündung der Mątawa (Montau) in die Weichsel.

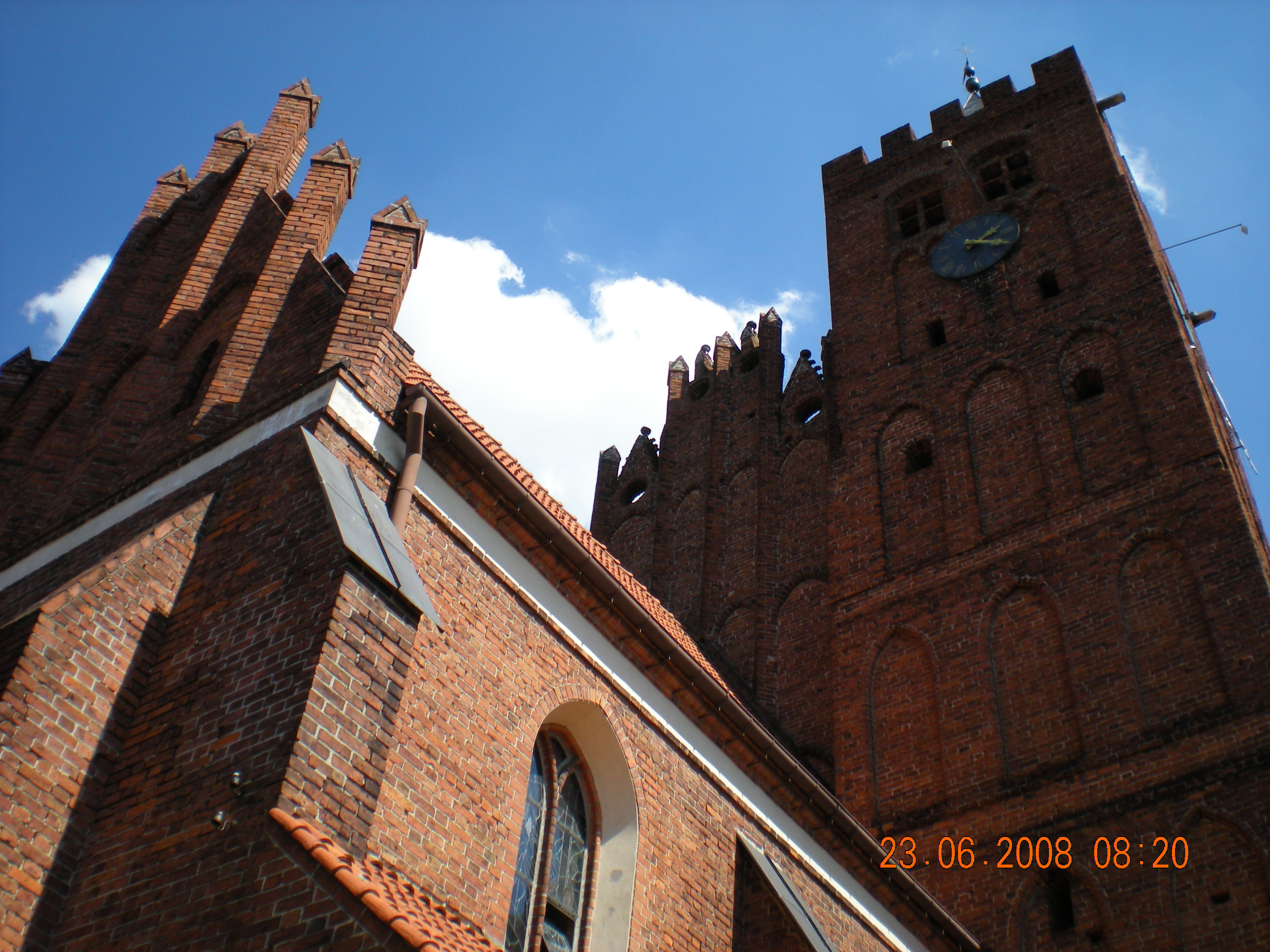
Katholische Pfarrkirche St. Matthäus

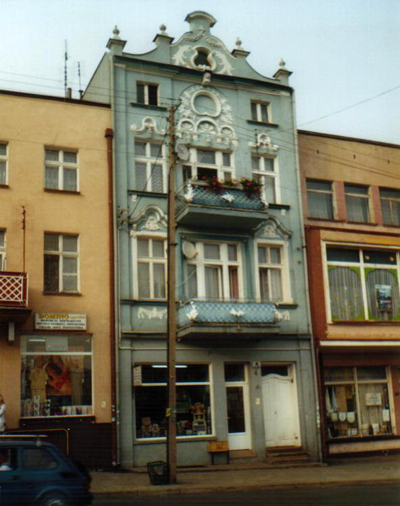
Gebäude am Marktplatz

Neuenburg an der Weichsel um die Mitte des 19. Jahrhunderts (Lithographie)

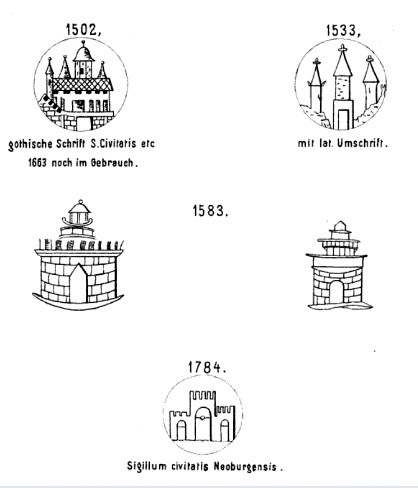
Ältere und neuere Stadtsiegel, nach 1570: Breiter Turm mit Zinnen und Oberwerk sowie der Umschrift Sigillum novi Castri (Danziger Archiv, 19. Jh.)

## Geschichte
In älteren Urkunden vorkommende Schreibweisen des Ortsnamens sind Nowe (u. a. im Jahr 1276), Noue (1282), Novum Castrum (1292), Nuenburg und Nüenburg (1301), Nuwenburc (1302), Nuenborch (1307), Nuwenburg (1307), Nuwenburgk (1326) und Newburg (1436).
Die Ortschaft ist zuerst 1185 von dem pommerellischen Herzog Sobieslaw I. gegründet und befestigt worden, wurde danach jedoch häufig belagert und zerstört. 1266 wird Neuenburg als Burgplatz erwähnt. Im Jahr 1282 ließen sich Franziskaner hier nieder. Im Jahr 1301 kam Neuenburg in den Besitz Peter Swenzas, auch bekannt unter dem Namen Peter von Neuenburg, aus dem Grafengeschlecht der Swenzonen. Seit 1302 wurde in der Ortschaft deutsche Rechtsprechung angewandt. Im Jahre 1307 nahm Swenza die Stadt Neuenburg einschließlich der Burg von den Markgrafen von Brandenburg zu Lehen. Nachdem Neuenburg 1308 zerstört worden war, wurde die Stadt 1313 an den Deutschen Orden verkauft. 1350 erhielt die Stadt ihre Handfeste.
Im Verlauf des dreizehnjährigen Preußischen Städtekriegs verlor der Deutsche Orden die Stadt im Jahr 1465 als seinen letzten Stützpunkt am Westufer der Weichsel. Neuenburg wurde später Teil der Woiwodschaft Pommerellen des autonomen Preußen Königlichen Anteils, das sich freiwillig der polnischen Krone unterstellt und so eine Zweiteilung Preußens herbeigeführt hatte. Die Reformation fasste früh in Neuenburg Fuß, konfessionelle Streitigkeiten blieben der evangelischen Gemeinde jedoch vorläufig erspart, da der Inhaber der Starostei evangelisch war. Nach der Wegnahme der Klosterkirche wurde die Gemeinde bis 1772 durch den Prediger von Nebrau betreut. Um 1570 gab es in dem Marktflecken 121 Wohnhäuser, sieben Kneipen, zehn Schuhmacher, elf Schneider, fünf Bäcker und einige Dutzend Handwerker. Auf der Weichsel waren ein Weichselkahn und ein Leichter in Betrieb. Auf der Schlossfreiheit gab es elf Fischer, 20 Gärtner, eine Kornmühle, eine Schneidemühle und einen Gasthof. Im Rahmen der ersten polnischen Teilung 1772 kam Neuenburg an das Königreich Preußen.
Im Jahr 1787 wurde das in der Nordostecke der Stadt gelegene und im Verfall begriffene Schloss zur evangelischen Kirche eingerichtet. Die Franziskaner hatten Neuenburg bereits vor 1836 verlassen. Seit 1846 war die Klosterkirche evangelisch, die Kirchengemeinde gehörte bis 1945 zu den über die Zeit wechselnden regionalen Gliederungen der 1817 gegründeten Evangelischen Kirche in den Königlich-Preußischen Landen, mit Ausnahme der Jahre 1923 bis 1940, wo sie Teil der Unierten Evangelischen Kirche in Polen war. Am Anfang des 20. Jahrhunderts hatte Neuenburg eine evangelische Kirche, eine katholische Kirche, eine Synagoge und ein Amtsgericht. Am 19. November 1904 nahm die Kleinbahn Hardenberg–Neuenburg den Betrieb auf.
Bis zum Ende des Ersten Weltkriegs gehörte Neuenburg zum Kreis Schwetz im Regierungsbezirk Marienwerder der Provinz Westpreußen des Deutschen Reichs.
Nach Kriegsende musste Neuenburg 1920 aufgrund der Bestimmungen des Versailler Vertrags zum Zweck der Einrichtung des Polnischen Korridors auf deutschem Staatsgebiet ohne Volksabstimmung an Polen abgetreten werden und kam an die neue Woiwodschaft Pommerellen. Im Jahr 1934 kündigte die polnische Staatsregierung den in Versailles am 28. Juni 1919 abgeschlossenen Minderheitenschutzvertrag zwischen den Alliierten und Assoziierten Hauptmächten und Polen einseitig auf.
Als Folge des Überfalls auf Polen 1939 wurde das Territorium des Polnischen Korridors vom Deutschen Reich völkerrechtswidrig annektiert. Über den Zeitraum 1939 bis 1945 gehörte Neuenburg zum besatzungsamtlichen Landkreis Schwetz im besatzungsamtlichen Regierungsbezirk Bromberg im Reichsgau Danzig-Westpreußen.

### Demographie
| Jahr | Einwohnerzahl |          | Anmerkungen |
| 1773 |               | 1079     | [ 4 ] |
| 1780 |               | 1330     | größtenteils römisch-katholische Polen |
| 1802 |               | 1738     | [ 8 ] |
| 1810 |               | 1537     | [ 8 ] |
| 1816 |               | 1556     | davon 671 Evangelische, 745 Katholiken und 140 Juden |
| 1821 |               | 1933     | [ 8 ] |
| 1831 |               | 2430     | größtenteils Katholiken, außerdem Evangelische und Mennoniten |
| 1864 |               | 3908     | davon 1582 Evangelische und 1889 Katholiken |
| 1871 |               | 4577     | davon 1800 Evangelische und 2200 Katholiken (1500 Polen) |
| 1875 |               | 4712     | [ 12 ] |
| 1880 |               | 4947     | [ 12 ] |
| 1890 |               | 4803     | davon 1739 Protestanten, 2806 Katholiken und 243 Juden (1600 Polen) |
| 1905 |               | 5142     | davon 1771 Protestanten, 3185 Katholiken und 162 Juden |
| 1910 |               | 5152     | am 1. Dezember, davon 1749 Evangelische, 3111 Katholiken, 141 Juden und 17 Sonstige (2702 mit deutscher, 2316 mit polnischer und kein Einwohner mit kaschubischer Muttersprache, 134 Einwohner sprechen Deutsch und eine andere Sprache) /ref> |
| 1921 |               | ca. 4000 | davon 700 Deutsche (nach Einrichtung des Polnischen Korridors) |
| 1943 |               | 5233     | [ 4 ] |

| Jahr | Einwohner | Anmerkungen |                         |
| ---- | --------- | ----------- | ----------------------- |
| 2012 |           | 6234        | Stand vom 30. Juni 2012 |

## Ordensburg Neuenburg

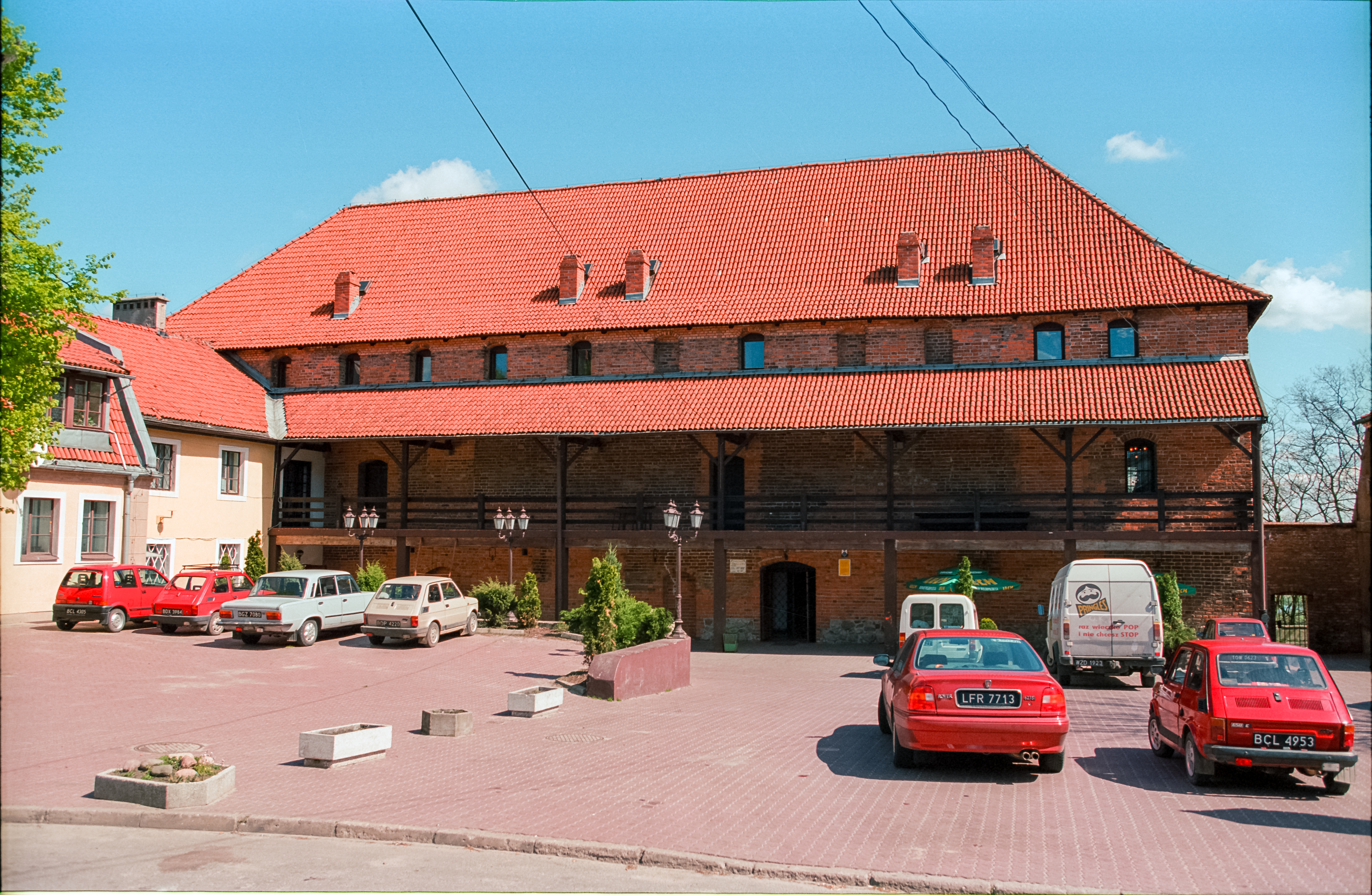
Erhaltenes Hauptgebäude des ehemaligen Schlosses des Deutschen Ordens

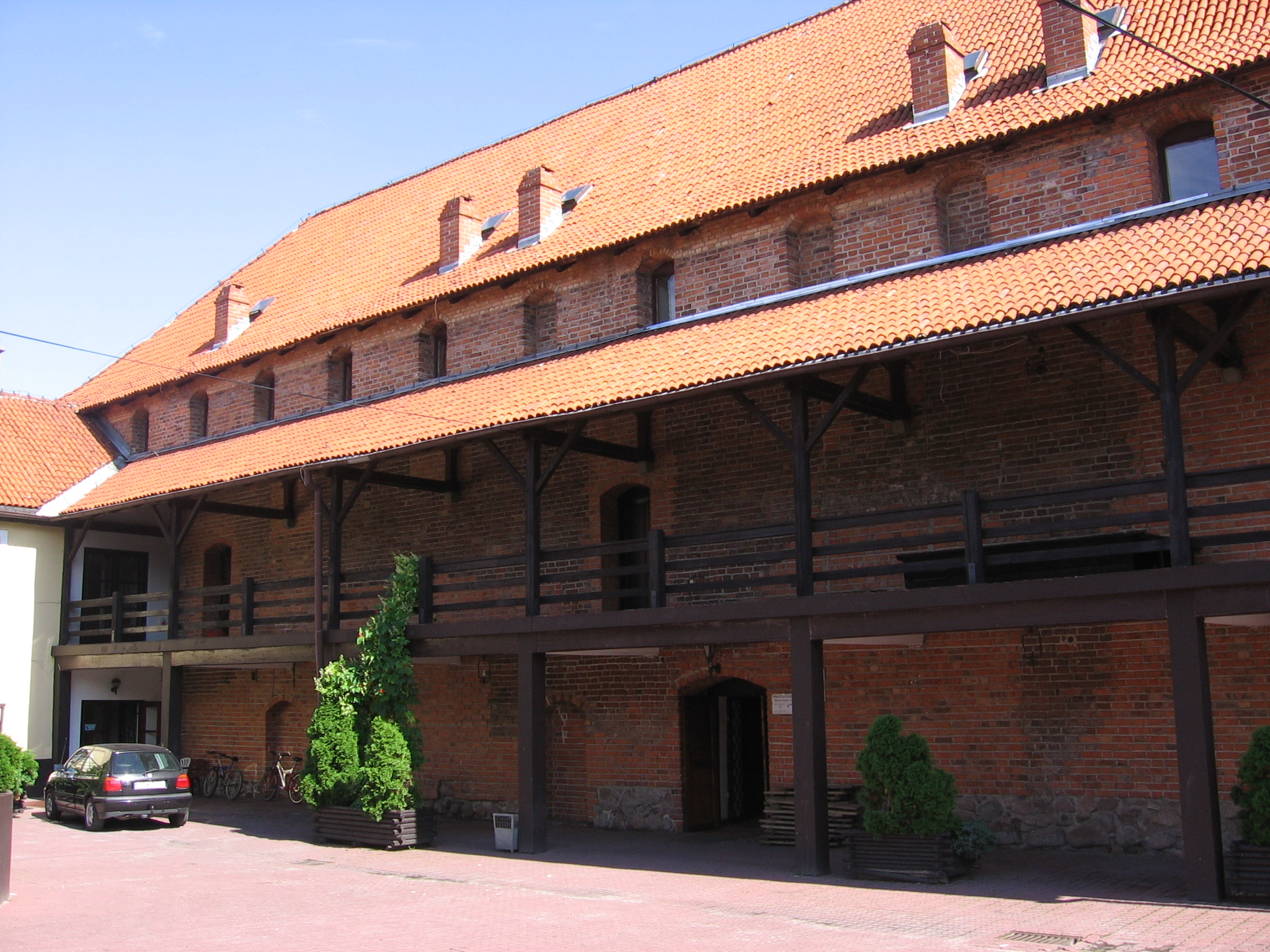
Burg, nun Stadtbibliothek

1266 wird Neuenburg als Burgplatz erwähnt. Im Jahr 1301 kam Neuenburg in den Besitz Peter Swenzas, auch bekannt unter dem Namen Peter von Neuenburg, aus dem Grafengeschlecht der Swenzonen. Im Jahre 1307 nahm Swenza die Stadt Neuenburg einschließlich der Burg von den Markgrafen von Brandenburg zu Lehen.
Nachdem Neuenburg 1308 zerstört worden war, wurde die Stadt 1313 an den Deutschen Orden verkauft.
Im Verlauf des dreizehnjährigen Preußischen Städtekriegs verlor der Deutsche Orden die Stadt im Jahr 1465 als seinen letzten Stützpunkt am Westufer der Weichsel. Neuenburg wurde später Teil des autonomen Preußen Königlichen Anteils, das sich freiwillig der polnischen Krone unterstellt und so eine Zweiteilung Preußens herbeigeführt hatte.
Im Rahmen der ersten polnischen Teilung 1772 kam Neuenburg an das Königreich Preußen.
Im Jahr 1787 wurde das in der Nordostecke der Stadt gelegene und im Verfall begriffene Schloss zur evangelischen Kirche eingerichtet. Nachdem das Schloss bis ins 19. Jh. als evangelische Kirche genutzt wurde, beherbergt es heute (2010) die Stadtbibliothek.

## Verkehr
Seit 1990 ist der Personenverkehr der Kleinbahn Hardenberg–Neuenburg eingestellt, und sie ist stillgelegt.

## Gemeinde
Zur Stadt-und-Land-Gemeinde (gmina miejsko-wiejska) Nowe gehören die Stadt und zehn Dörfer mit Schulzenämtern.

## Söhne und Töchter der Stadt
- Franz Bauer (1894–1966), deutscher Politiker (NSDAP) und MdR
- Klaus von Bismarck (1854–1918), preußischer Generalleutnant
- Ernst von Heyking (1862–1940), deutscher Verwaltungsjurist und Abgeordneter im Königreich Preußen
- Bronisław Malinowski (1951–1981), polnischer Leichtathlet und Olympiasieger
- Erich Martini (1867–1953), Medizinprofessor und Marine-Generaloberarzt
- Friedrich Nowack (1890–1959), deutscher Politiker (SPD), MdR, MdB und Gewerkschafter
- Julius Schoeps (1864–1942), deutscher Arzt mit dem Titel eines Sanitätsrats und Königlich Preußischer Gardeoffizier
- Herb Wiedoeft (1886–1928), Jazztrompeter und Bandleader der 1920er Jahre in Kalifornien.

## Sonstige Persönlichkeiten
- Peter von Neuenburg (auch Peter Swenza, † 1226/27), Großgrundbesitzer und Landespolitiker, residierte hier.